# Хенриета (остров)
Хенриета (на руски: Остров Генриетты) е остров в северозападната част на Източносибирско море, най-северния от островите Де Лонг, от групата на Новосибирските острови. Административно влиза в състава на Якутия, Русия. Площ 12 km2. Максимална височина връх 315 m. Изграден е основно от пясъчници. Покрит с ледници.
Остров Хенриета е открит на 24 май 1881 г. от трагично приключилата експедиция на американския полярен изследовател Джордж Вашингтон де Лонг.